# 湯里 (大阪市)
湯里（ゆざと）は、大阪府大阪市東住吉区にある町名。明治時代の古地図によれば南百済 湯谷島 現行行政地名は湯里一丁目から湯里六丁目。

## 地理
東住吉区の東部に位置し、南の西側に照ケ丘矢田、東側に住道矢田、北に針中野、西に鷹合、東に平野区喜連西と接している。

## 歴史

### 沿革
1980年（昭和55年）、大阪市東住吉区東鷹合町1 - 3丁目・湯里町1 - 4丁目・矢田矢田部町・矢田富田町・矢田住道町・矢田枯木町の各一部より、湯里1 - 6丁目成立。

## 世帯数と人口
2024年（令和6年）9月30日現在の世帯数と人口は以下の通りである。
| 丁目       | 世帯数    | 人口    |
| ---------- | --------- | ------- |
| 湯里一丁目 | 735世帯   | 1,378人 |
| 湯里二丁目 | 1,265世帯 | 2,022人 |
| 湯里三丁目 | 718世帯   | 1,365人 |
| 湯里四丁目 | 767世帯   | 1,429人 |
| 湯里五丁目 | 758世帯   | 1,447人 |
| 湯里六丁目 | 735世帯   | 1,300人 |
| 計         | 4,978世帯 | 8,941人 |

### 人口の変遷
国勢調査による人口の推移。
| 1995年（平成7年）  | 10,144人 | [ 6 ]  |  |
| 2000年（平成12年） | 10,373人 | [ 7 ]  |  |
| 2005年（平成17年） | 9,869人  | [ 8 ]  |  |
| 2010年（平成22年） | 9,291人  | [ 9 ]  |  |
| 2015年（平成27年） | 8,958人  | [ 10 ] |  |
| 2020年（令和2年）  | 9,009人  | [ 11 ] |  |

### 世帯数の変遷
国勢調査による世帯数の推移。
| 1995年（平成7年）  | 4,180世帯 | [ 6 ]  |  |
| 2000年（平成12年） | 4,479世帯 | [ 7 ]  |  |
| 2005年（平成17年） | 4,493世帯 | [ 8 ]  |  |
| 2010年（平成22年） | 4,220世帯 | [ 9 ]  |  |
| 2015年（平成27年） | 4,093世帯 | [ 10 ] |  |
| 2020年（令和2年）  | 4,362世帯 | [ 11 ] |  |

## 学区
市立小・中学校に通う場合、学区は以下の通りとなる。なお、小学校・中学校入学時に学校選択制度を導入しており、通学区域以外に東住吉区の小学校・中学校から選択することも可能。
| 丁目       | 番   | 小学校               | 中学校             |
| ---------- | ---- | -------------------- | ------------------ |
| 湯里一丁目 | 全域 | 大阪市立南百済小学校 | 大阪市立中野中学校 |
| 湯里二丁目 | 全域 | 大阪市立南百済小学校 | 大阪市立中野中学校 |
| 湯里三丁目 | 1番  | 大阪市立南百済小学校 | 大阪市立中野中学校 |
| 湯里三丁目 | 2番  | 大阪市立湯里小学校   | 大阪市立中野中学校 |
| 湯里四丁目 | 全域 | 大阪市立湯里小学校   | 大阪市立中野中学校 |
| 湯里五丁目 | 全域 | 大阪市立湯里小学校   | 大阪市立中野中学校 |
| 湯里六丁目 | 全域 | 大阪市立湯里小学校   | 大阪市立中野中学校 |

## 事業所
2021年（令和3年）現在の経済センサス調査による事業所数と従業員数は以下の通りである。
| 丁目       | 事業所数  | 従業員数 |
| ---------- | --------- | -------- |
| 湯里一丁目 | 65事業所  | 617人    |
| 湯里二丁目 | 84事業所  | 1,303人  |
| 湯里三丁目 | 4事業所   | 13人     |
| 湯里四丁目 | 50事業所  | 215人    |
| 湯里五丁目 | 61事業所  | 575人    |
| 湯里六丁目 | 57事業所  | 684人    |
| 計         | 321事業所 | 3,407人  |

## 交通

### バス
2020年4月現在
括弧内は矢印の方向にのみ停車するバス停
- 大阪シティバス[15]
  - 4号系統：照ヶ丘矢田 - 湯里六丁目
  - 6号系統：湯里二丁目 - 湯里五丁目 - 湯里六丁目
- 大阪市高速電気軌道
  - いまざとライナーBRT1：湯里六丁目
- 北港観光バス[16]
  - 西田辺瓜破西線：城南短期大学前 - サンヴァリエ針中野前 -（湯里東→）- 針中野郵便局前

### 道路
- 国道479号（長居公園通）
- 今里筋

## 施設
- 大阪城南女子短期大学
- 大阪市立南百済小学校
- 大阪市立湯里小学校
- 東住吉警察署 湯里交番
- 湯里住吉神社
- サラヤ 本社
- パール化研 本社
- 湯里の森公園

## その他

### 日本郵便
- 〒546-0013[3]（集配局：東住吉郵便局[17]）